# إل إم كيت كارسون
إل إم كيت كارسون (بالإنجليزية: L. M. Kit Carson)‏ مواليد 12 أغسطس 1941 في إيرفينغ، الولايات المتحدة - الوفاة 20 أكتوبر 2014 في دالاس، هو ممثل ومنتج وكاتب سيناريو أمريكي بدأ مسيرته الفنية سنة 1967. من أعماله مجزرة منشار تكساس 2. امتدت مسيرته الفنية لأكثر من 47 عاما.

## روابط خارجية
- إل إم كيت كارسون على موقع IMDb (الإنجليزية)
- إل إم كيت كارسون على موقع قاعدة بيانات الأفلام العربية
- إل إم كيت كارسون على موقع ألو سيني (الفرنسية)
- إل إم كيت كارسون على موقع ألو سيني (الفرنسية)
- إل إم كيت كارسون على موقع أول موفي (الإنجليزية)
- إل إم كيت كارسون على موقع قاعدة بيانات الأفلام السويدية (السويدية)
- إل إم كيت كارسون على موقع قاعدة بيانات الفيلم (الإنجليزية)
- إل إم كيت كارسون على موقع كينوبويسك (الروسية)